# Lavizan
Lavizan (en persan : لویزان, Lavizān) est un quartier du nord-est de Téhéran, Iran.
Lavizan est un quartier résidentiel qui accueille aussi une grande zone de forêt urbaine appelée « Parc forestier de Lavizan ». Ce quartier est entouré par les quartiers de Majidabad, Qanat-kosar, Qasemabad, Deh-e Narmak, Shian, Kuye Nobonyad, Ozgol et Qal'eue Sardar.
Une garnison lourdement fortifiée existe aussi dans cette zone depuis l'époque Pahlavi, et un site nucléaire serait également situé dans cette zone.